# Samuel Dahl
Samuel Elias Dahl, född 4 mars 2003, är en svensk fotbollsspelare som spelar för SL Benfica och det svenska herrlandslaget.

## Klubbkarriär
Samuel Dahl inledde karriären i IFK Västerås. Därifrån tog han klivet till Västerås IK, varpå hela hans ungdomslag lyftes över till Västerås SK.

### Västerås SK
Som 15-åring skrev Dahl sommaren 2018 på sitt första lärlingskontrakt med Västerås SK, då i Division 1 Norra, vilket sträckte sig tre år framåt. Kort därpå fick han debutera i A-laget, med ett inhopp i DM-matchen mot IK Franke den 28 augusti 2018.
Ett drygt år senare inkluderades Dahl i ett samarbetsavtal med Västerås SK och hans tidigare klubb Västerås IK, vilket gjorde det möjligt för honom att representera båda klubbarna säsongen 2019.
Hans första elitmatch kom i den avslutande omgången av Superettan 2019. Den 3 november 2019 hoppade 16-årige Dahl in med kvarten kvar att spela i 1-2-förlusten mot IK Brage.

### AIK
I januari 2020 skrev Dahl på för AIK, där han inledningsvis kom att tillhöra ungdomslagen. Den 12 augusti 2020 vann Dahl ligacupen med P17-laget när man besegrade Malmö FF med 3-0 i finalen. Dahl gjorde även lagets 2-0 mål i matchen.

### Örebro SK
I februari 2022 värvades Dahl av Superettan-klubben Örebro SK, där han skrev på ett treårskontrakt.

### Djurgårdens IF
Den 24 juli 2023 presenterades Dahls övergång till Djurgårdens IF, på ett kontrakt varande fram till 2027.

### Roma
Den 28 juli 2024 kontrakterades Dahl av Serie A-klubben AS Roma, och blev i samband med övergången den dyraste ytterbacken som någonsin lämnat Allsvenskan. Den 10 november 2024 debuterade Dahl för AS Roma i ett möte mot Bologna FC 1909, då han ersatte Mehmet Celik i matchminut sextioett. 

### SL Benfica
Efter bristande speltid under Claudio Ranieri i AS Roma, lånades Dahl ut till portugisiska SL Benfica i februari 2025.

## Spelstil
Under ungdomsåren spelade Dahl innermittfältare i Västerås SK men som vänsterback i de svenska ungdomslandslagen. En positionsförändring som uppstått på grund av en skada när P03-landslaget gjorde sin första P15-landskamp mot Finland den 21 augusti 2018.

## Landslagskarriär
Den 12 januari 2024 debuterade han i A-landslaget i en landskamp mot Estland.

## Statistik

### Klubblag
| Klubb                           | Säsong             | Liga                      | Liga    | Liga | Liga   | Nationell cup | Nationell cup | Nationell cup | Internationell cup | Internationell cup | Internationell cup | Totalt  | Totalt | Totalt |
| Klubb                           | Säsong             | Division                  | Matcher | Mål  | Assist | Matcher       | Mål           | Assist        | Matcher            | Mål                | Assist             | Matcher | Mål    | Assist |
| ------------------------------- | ------------------ | ------------------------- | ------- | ---- | ------ | ------------- | ------------- | ------------- | ------------------ | ------------------ | ------------------ | ------- | ------ | ------ |
| Västerås SK                     | 2019               | Superettan                | 1       | 0    | 0      | 0             | 0             | 0             | —                  | —                  | —                  | 1       | 0      | 0      |
| Västerås SK                     | Totalt             | Totalt                    | 1       | 0    | 0      | 0             | 0             | 0             | —                  | —                  | —                  | 1       | 0      | 0      |
| Västerås IK (lån)               | 2019               | Division 3 Norra Svealand | 1       | 0    | 0      | 0             | 0             | 0             | —                  | —                  | —                  | 1       | 0      | 0      |
| Västerås IK (lån)               | Totalt             | Totalt                    | 1       | 0    | 0      | 0             | 0             | 0             | —                  | —                  | —                  | 1       | 0      | 0      |
| Örebro SK                       | 2022               | Superettan                | 27      | 0    | 1      | 2             | 0             | 0             | —                  | —                  | —                  | 29      | 0      | 1      |
| Örebro SK                       | 2023               | Superettan                | 15      | 0    | 2      | 3             | 0             | 1             | —                  | —                  | —                  | 18      | 0      | 3      |
| Örebro SK                       | Totalt             | Totalt                    | 42      | 0    | 3      | 5             | 0             | 1             | —                  | —                  | —                  | 47      | 0      | 4      |
| Djurgårdens IF                  | 2023               | Allsvenskan               | 13      | 0    | 3      | 0             | 0             | 0             | 2                  | 0                  | 0                  | 15      | 0      | 3      |
| Djurgårdens IF                  | 2024               | Allsvenskan               | 15      | 0    | 2      | 6             | 0             | 2             | 1                  | 0                  | 0                  | 22      | 0      | 4      |
| Djurgårdens IF                  | Totalt             | Totalt                    | 28      | 0    | 5      | 6             | 0             | 2             | 3                  | 0                  | 0                  | 37      | 0      | 7      |
| AS Roma                         | 2024/25            | Serie A                   | 0       | 0    | 0      | 0             | 0             | 0             | 0                  | 0                  | 0                  | 0       | 0      | 0      |
| AS Roma                         | Totalt             | Totalt                    | 0       | 0    | 0      | 0             | 0             | 0             | 0                  | 0                  | 0                  | 0       | 0      | 0      |
| Totalt i karriären              | Totalt i karriären | Totalt i karriären        | 72      | 0    | 8      | 11            | 0             | 3             | 3                  | 0                  | 0                  | 86      | 0      | 11     |
| Senast uppdaterad 28 juli 2024. |                    |                           |         |      |        |               |               |               |                    |                    |                    |         |        |        |

### Landslag
| Landslag                        | År             | Totalt  | Totalt | Totalt |
| Landslag                        | År             | Matcher | Mål    | Assist |
| ------------------------------- | -------------- | ------- | ------ | ------ |
| Sverige U17                     | 2018           | 4       | 0      | 0      |
| Sverige U17                     | 2019           | 10      | 0      | 0      |
| Sverige U17                     | 2020           | 3       | 0      | 0      |
| Sverige U17                     | Totalt         | 17      | 0      | 0      |
| Sverige U19                     | 2021           | 5       | 0      | 0      |
| Sverige U19                     | 2022           | 3       | 0      | 0      |
| Sverige U19                     | 2023           | 1       | 1      | 0      |
| Sverige U19                     | Totalt         | 9       | 0      | 0      |
| Sverige U21                     | 2022           | 2       | 0      | 0      |
| Sverige U21                     | 2023           | 1       | 0      | 0      |
| Sverige U21                     | 2024           | 2       | 0      | 0      |
| Sverige U21                     | Totalt         | 5       | 0      | 0      |
| Sverige                         | 2024           | 1       | 0      | 0      |
| Sverige                         | Totalt         | 1       | 0      | 0      |
| Hela karriären                  | Hela karriären | 30      | 1      | 0      |
| Senast uppdaterad 28 juli 2024. |                |         |        |        |